# ラジオ青春白書
ラジオ青春白書（ラジオせいしゅんはくしょ）はニッポン放送の深夜放送のラジオ番組。
- 放送日時：毎週日曜日24:00～25:00（生放送）
- 放送期間：2007年6月24日～2007年7月29日（全6回）
- パーソナリティ：新保友映（ニッポン放送アナウンサー）

## 概要
- もともとこの時間は義家弘介がパーソナリティの「ヤンキー先生!義家弘介の夢は逃げていかない」が放送されていたが、義家の第21回参議院議員通常選挙出馬のため、2007年6月17日の放送をもって一時休止し、当番組が代替番組として放送された。
- 内容は新保とリスナーたちが、流行・世間へ言いたい事、悩みなどを語り合うという番組であるが、「夢は逃げていかない」と内容は似ている。

## ネット局
「ヤンキー先生!義家弘介の夢は逃げていかない」と同じ。こちらを参照。

## ゲスト
- 第1回（6月24日）の放送では女医の西川史子が電話出演した。
- 第2回（7月1日）の放送では作家のChacoが電話出演した。
- 第4回（7月15日）の放送では西川史子がスタジオゲストとして出演した。
- 第5回（7月22日）の放送では旅行家でガンジス河でバタフライ著者のたかのてるこがスタジオゲストとして出演した。

## 備考
- オープニング曲には絢香×コブクロ『WINDING ROAD』を使用。
- 新保が入社以来初めて単独パーソナリティを担当する番組となった。
- 新保は翌日月曜日には午前中に朝番組（「うえやなぎまさひこのサプライズ!」）の生中継コーナーを担当することから、ハードなスケジュールとなっており、この「ラジオ青春白書」終了後から生中継へ移動までの間はニッポン放送社内で仮眠していた。

| ニッポン放送 日曜夜24:00枠                | ニッポン放送 日曜夜24:00枠 | ニッポン放送 日曜夜24:00枠                |
| 前番組                                    | 番組名                     | 次番組                                    |
| ----------------------------------------- | -------------------------- | ----------------------------------------- |
| ヤンキー先生!義家弘介の夢は逃げていかない | ラジオ青春白書             | ヤンキー先生!義家弘介の夢は逃げていかない |